# Alexander McQueen (marca)
Alexander McQueen es una casa de moda fundada por Alexander McQueen en 1992.

## Historia
La casa de moda fue fundada por Alexander McQueen en 1992. Su colección debut, Taxi Driver, hacía referencia a la película homónima de Martin Scorsese. Cada desfile posterior se caracterizó por un enfoque altamente teatral que, combinado con los diseños, desató una considerable controversia. Esto se convirtió en el sello distintivo de la marca.
En 2001, la casa de moda se unió al Grupo Gucci (actualmente Grupo Kering). Posteriormente, McQueen vendió el 51% de sus acciones.
En 2006, debutó McQ, la marca de prêt-à-porter de la casa. La línea está dirigida al público joven.
En febrero de 2010, Alexander McQueen se suicidó. Su colaboradora de toda la vida, Sarah Burton, fue nombrada directora creativa.
En octubre de 2023, Seán McGirr fue nombrado director creativo.